# Emil Cohn (Verleger)

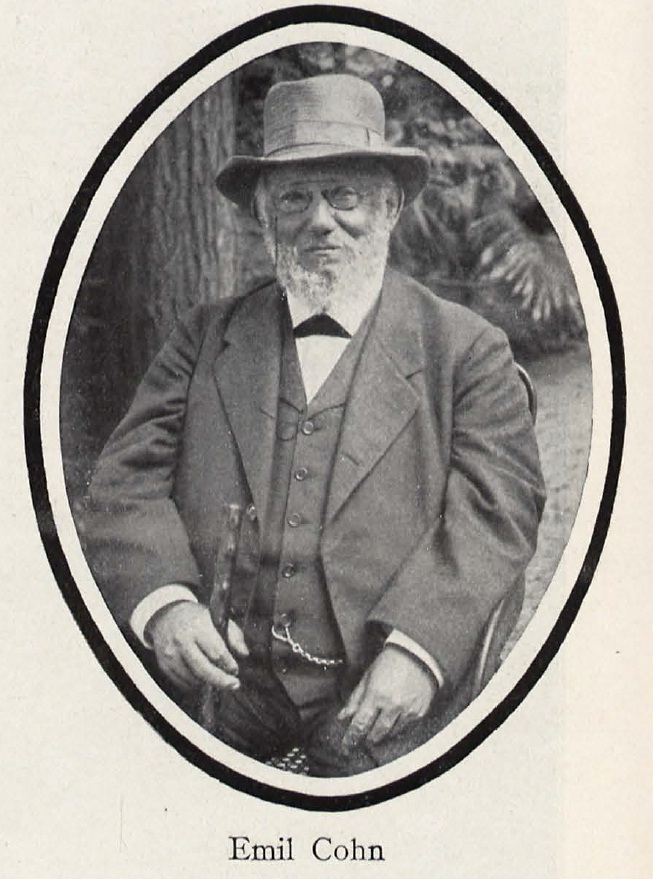
Emil Cohn.

Emil Cohn (* 17. September 1832 in Posen (heute Poznań); † 21. Juni 1905 in Berlin) war ein deutscher Verleger.

## Leben
Emil Cohn studierte nach dem Schulabschluss zunächst Jura und war während des Referendariats am Gericht in Grätz (bei Posen) tätig. Hier, in der Geburtsstadt des Verlegers Rudolf Mosse, lernte er auch seine künftige Frau Leonore Mosse kennen, die Schwester von Rudolf Mosse.
Rudolf Mosse bot Emil Cohn nach dessen Studienabschluss eine Stelle in seinem Anzeigengeschäft in Berlin an. Am 1. Januar 1871 wurde der 39-jährige Cohn Teilhaber der Annoncen-Expedition von Rudolf Mosse. Mosse und Cohn beschlossen wenig später die Gründung einer eigenen Tageszeitung. Am 1. Januar 1872 erschien die Erstausgabe des Berliner Tageblatts. In den folgenden Jahren entwickelte sich der Mosse-Verlag zu einem der größten Berliner Verlagshäuser. 1882 trat Emil Cohn der Gesellschaft der Freunde bei.
Cohn war im Mosse-Verlag vor allem organisatorisch und juristisch tätig. 1884 beendete er seine Tätigkeit im Mosse-Verlag und erwarb 1885 die von Franz Duncker 1853 gegründete linksliberale Berliner Volks-Zeitung. Cohn führte das Blatt zwanzig Jahre lang weiter. 1904 verkaufte er an den Mosse-Verlag. Ein Jahr später starb Emil Cohn im Alter von 73 Jahren. Er wurde auf dem jüdischen Friedhof an der Schönhauser Allee begraben.

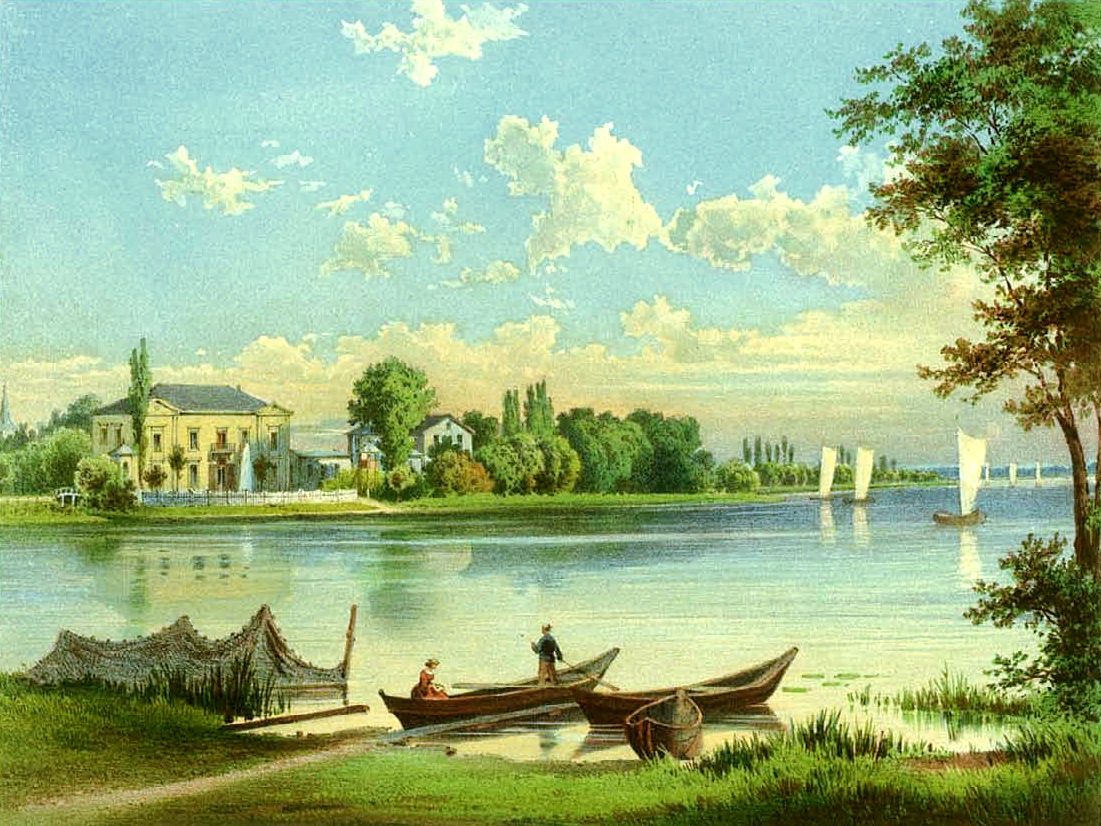
Gut Nieder Neuendorf um 1860, Sammlung Alexander Duncker

Ebenfalls im Jahr 1885 hatte Cohn das Gut Nieder Neuendorf erworben, das seine Kinder vier Jahre nach seinem Tod 1909 an die AEG verkauften, die dort eine ihrer größten Betriebsstätten errichtete. Auch Wohnhäuser wurden auf dem Gelände errichtet (heute Cohn'sches Viertel). Das Gutshaus überstand das Ende des Zweiten Weltkriegs und wurde erst in den Jahren 1961/65 abgerissen.

## Kinder
Leonore und Emil Cohn hatten fünf Kinder:
- Bianca Israel (1870–1963), die mit ihrem Ehemann, dem Kaufhausunternehmer und Rittergutbesitzer Richard Israel eine Kunstsammlung aufbaute, sich als Kunstmäzenin betätigte und u. a. mit Lovis Corinth befreundet war. Richard Israel kam 1943 in Theresienstadt um, Bianca überlebte und starb 1963 in Hannover.[2]
- Martin Cohn (1872–1933), der als Jurist promovierte, die Nichtjüdin Klara Muks heiratete und 1921 seinen Namen in Martin Carbe änderte. Beide starben durch Suizid. Martin Carbe nahm sich 1933 in Locarno und seine Frau 1947 in Berlin das Leben. Sie hatten zwei Söhne, die Deutschland vor 1930 verließen.[3][4][5]
- Antonie Hirsch (1873–1944), die mit dem Rittergutbesitzer Jobst Hirsch verheiratet war und 1944 im Ghetto Theresienstadt an Tuberkulose starb.[6][7]
- Fritz Simon Cohn (geb. 23. September 1875 in Berlin), der sich als Rechtsanwalt niederließ und als Berater der Mosse OHG tätig war. Eine Episode mit Fritz Cohn im Berliner Apollo-Theater um 1900 führte zur Entstehung des Liedes und der Figur des kleinen Cohn. Nach seiner Heirat 1919 verzichtete Fritz Cohn auf sein Erbe am Familienunternehmen. Er verlor seine Frau in den 30er Jahren.[8] Er wurde aus Berlin ins KZ Theresienstadt deportiert und dort am 2. September 1943 ermordet.[9]
- Else Franziska Hirsch (1878–1945), die von Theresienstadt in das KZ Auschwitz-Birkenau deportiert wurde und am 31. Dezember 1945 für tot erklärt wurde.[7]